# Europaparlamentsvalet i Västtyskland 1984
Europaparlamentsvalet i Västtyskland 1984 ägde rum söndagen den 17 juni 1984. Drygt 44 miljoner personer var röstberättigade i valet om de 81 mandat som Västtyskland hade tilldelats innan valet. I valet tillämpade landet ett valsystem med partilistor, Hare-Niemeyers metod och en spärr på 5 procent för småpartier. Västtyskland var inte uppdelat i några valkretsar, utan fungerade som en enda valkrets i valet. Däremot var det möjligt för politiska partier att endast ställa upp i en eller några av delstaterna. Till exempel ställde CSU endast upp i delstaten Bayern, där systerpartiet CDU samtidigt avstod från att ställa upp.
I valet blev de två största tyska partierna, kristdemokratiska CDU och Socialdemokraterna, nästan lika stora. CDU erhöll dock 0,05 procentenheter fler röster, vilket gav partiet ett mandat mer än Socialdemokraterna. Båda partierna backade från valresultatet 1979. Även CSU backade något, vilket innebar ett mandat mindre för partiet. Valets vinnare var Die Grünen, som för första gången vann ett mandat i ett Europaparlamentsval. Partiet erhöll över åtta procent av rösterna, vilket gav totalt sju mandat. Samtidigt föll liberala FDP under femprocentsspärren och miste därmed sina fyra mandat. Inte heller något annat parti lyckades ta sig över femprocentsspärren.
Valdeltagandet föll kraftigt i förhållande till valet 1979. Nedgången uppgick till nästan nio procentenheter. Endast 56,76 procent av de röstberättigade valde att delta i valet, jämfört med 65,73 procent i valet 1979. Valdeltagandet i det tyska valet låg därmed under genomsnittet för hela gemenskaperna.

## Valresultat
|                                                                                             |         |  |            |        |
|                                                                                             | Andel   |  | Antal      | Mandat |
| CDU                                                                                         | 37,46 % |  | 9 308 411  | 34     |
| CDU                                                                                         | –1,62 % |  | –1 574 674 | ±0     |
| Socialdemokraterna                                                                          | 37,41 % |  | 9 296 417  | 33     |
| Socialdemokraterna                                                                          | –3,42 % |  | –2 073 628 | –2     |
| CSU                                                                                         | 8,49 %  |  | 2 109 130  | 7      |
| CSU                                                                                         | –1,63 % |  | –707 990   | –1     |
| Die Grünen                                                                                  | 8,15 %  |  | 2 025 972  | 7      |
| Die Grünen                                                                                  | +4,94 % |  | +1 132 289 | +7     |
| FDP                                                                                         | 4,80 %  |  | 1 192 624  | 0      |
| FDP                                                                                         | –1,17 % |  | –469 997   | –4     |
| Övriga partier och kandidater                                                               | 3,70 %  |  | 918 817    | 0      |
| Övriga partier och kandidater                                                               | +2,91 % |  | +698 262   | ±0     |
| Ogiltiga och blanka röster                                                                  | 1,53 %  |  | 387 383    | 0      |
| Ogiltiga och blanka röster                                                                  | +0,63 % |  | +135 620   | ±0     |
| Valdeltagande                                                                               | 56,76 % |  | 25 238 754 | 81     |
| Valdeltagande                                                                               | –8,97 % |  | –2 860 118 | ±0     |
| Antal röstberättigade 44 465 989 33 SOC 41 EPP 00 ED 00 COM 00 LD 00 EDA 07 RBW 00 ER 00 NI |         |  |            |        |